# James Mark Baldwin

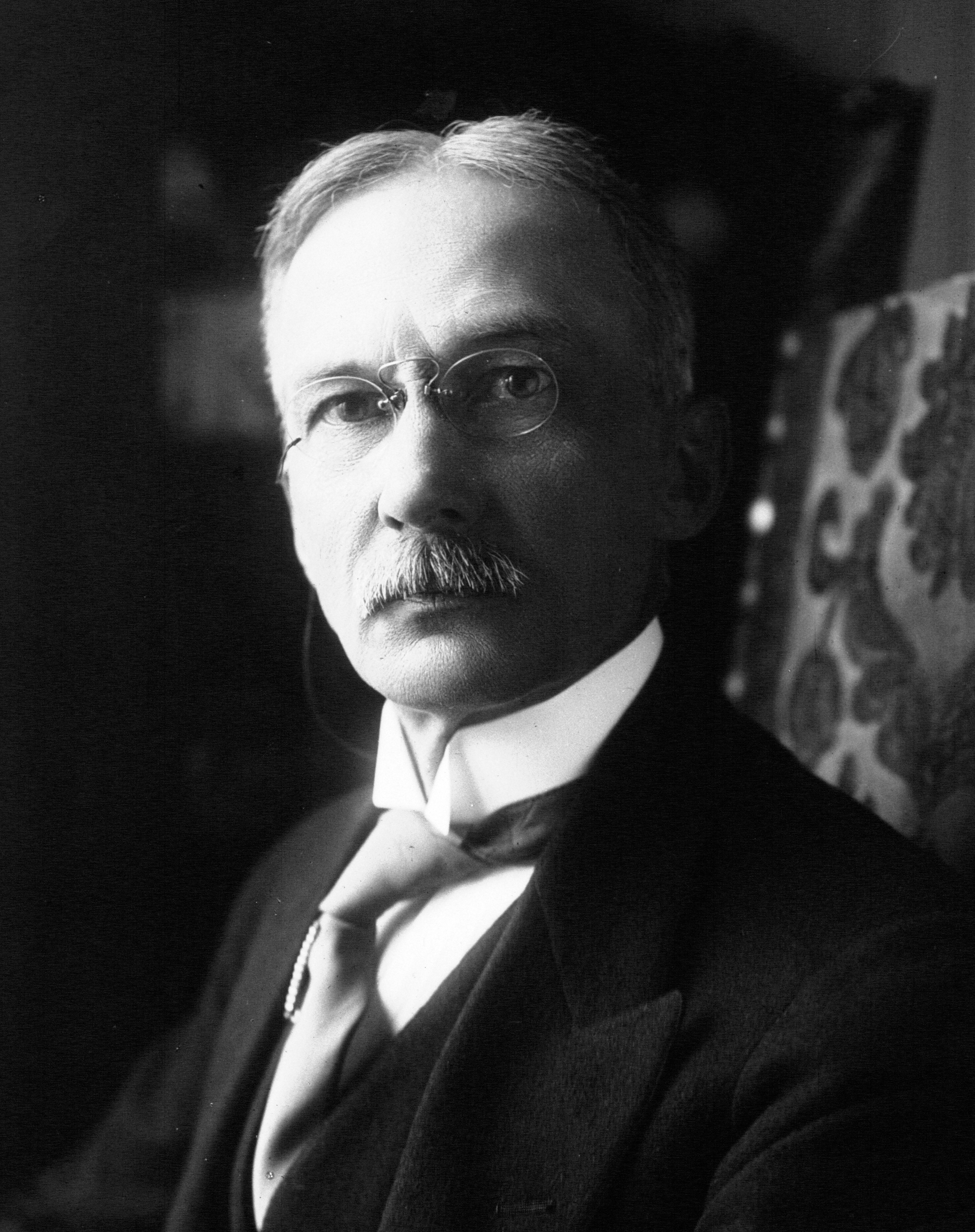
James Mark Baldwin (1917)

James Mark Baldwin (* 12. Januar 1861 in Columbia, South Carolina; † 8. November 1934 in Paris) war ein US-amerikanischer Philosoph und Psychologe. Er studierte an der Princeton University u. a. bei dem schottischen Philosophen James McCosh sowie in Oxford, Leipzig, Berlin und Tübingen. Er leistete wichtige Beiträge zu den Anfängen der Psychologie, zur Psychiatrie und zur Evolutionstheorie und richtete 1898 das erste psychologische Labor im englischen Sprachraum ein.

## Biografie

### Anfänge
Baldwin erhielt ein Forschungsstipendium der „Green Fellowship“, das er für einen Studienaufenthalt in Deutschland nutzte (1884–85). Er studierte bei Wilhelm Wundt in Leipzig und bei Friedrich Paulsen in Berlin.
Im Jahr 1885 wurde er Lehrer für Französisch und Deutsch am Priesterseminar in Princeton. In dieser Zeit übersetzte Baldwin „La psychologie allemande contemporaine“ von Théodule Ribot in die englische Sprache und verfasste seine erste Veröffentlichung: „The Postulates of a Physiological Psychology“. Die Arbeit führte von den Ursprüngen der Psychologie bei Immanuel Kant über Johann Friedrich Herbart, Gustav Theodor Fechner, Rudolf Hermann Lotze bis zu Wilhelm Wundt.
Während seiner Zeit als Professor für Philosophie am Lake Forest College (1887) heiratete er die Tochter des Seminar-Präsidenten, Helen Hayes Green. Hier veröffentlichte er den ersten Teil seines „Handbook of Psychology (Senses and Intellect)“ und verbreitete damit die Ergebnisse der aufkommenden experimentellen Psychologie von Weber, Fechner und Wundt.
Im Jahr 1889 erhielt Baldwin den Lehrstuhl für Logik und Metaphysik an der University of Toronto. Dort gründete er das erste Labor für Experimentelle Psychologie in Kanada, das sein Nachfolger später auf 16 Räume erweiterte. In dieser Zeit wurden seine Töchter Helen (1889) und Elizabeth (1891) geboren. Seine Beobachtungen an den Säuglingen inspirierten ihn zu quantitativen und experimentellen Forschungen über die Entwicklung des Kindes, die er 1894 unter dem Titel „Mental Development in the Child and the Race. Methods and Processes“ veröffentlichte. Baldwin prägte den Begriff des Nicht-Dualismus (Adualismus) für das Fehlen einer Grenze bzw. die Nichtunterscheidung zwischen der inneren Welt des Kleinkindes und der Gesamtheit der auf es einwirkenden äußeren Wirklichkeiten. Die Ergebnisse dieser Forschungen hatten nachhaltige Einflüsse auf Jean Piaget und Lawrence Kohlberg.
Der zweite Teil des „Handbook of Psychology (Feeling and Will)“ erschien 1891. Seine beiden Handbuchbände standen im Wettbewerb mit William James "Principles of Psychology" 1890.
Während dieser schaffensreichen Jahre reiste Baldwin 1892 nach Frankreich, um die bedeutenden Psychiater Jean-Martin Charcot vom Hôpital Salpêtrière, Hippolyte Bernheim in Nancy und Pierre Janet zu treffen.

### Princeton
Im Jahr 1893 wurde Baldwin auf den Lehrstuhl für Psychologie an der Princeton-Universität berufen. Gleichzeitig erhielt er die Möglichkeit, ein neues psychologisches Labor zu gründen. Hier erreichte Baldwin 1903 mit der Veröffentlichung seines Werkes „Social and Ethical Interpretations in Mental Development. A Study in Social Psychology“ den Höhepunkt seiner Karriere. Mit dieser Arbeit legte er eine kritische Überarbeitung seiner frühen Veröffentlichung „Mental Development“ vor, die den Russischen Psychologen Lev Vygotsky und über dessen Werk auch Alexander Romanowitsch Lurija stark beeinflusste. Eine Synthese dieser Wirkungskette findet sich schließlich bei Alexej Leontjew.
Baldwin vervollständigte sein psychologisches Werk mit Philosophie, insbesondere mit Erkenntnistheorie wie er sie 1897 vor der amerikanischen Psychologenvereinigung präsentierte. Bei dieser Veranstaltung gab er auch die Arbeit an seinem „Dictionary of Philosophy and Psychology“ bekannt. In der Folgezeit hatte er intensive philosophische Korrespondenzen mit den 60 Teilnehmern dieses Projekts, das 1902 abgeschlossen wurde. Ein besonders wichtiger Teilnehmer des Projekts war Conway Lloyd Morgan. Er war vielleicht der einzige, der den sogenannten „Baldwin-Effekt“ verstand. Eine Vielzahl der Artikel stammen von Charles S. Peirce, für den diese Arbeiten einen wesentlichen Beitrag zu seinem Lebensunterhalt leisteten.
Im Jahr 1899 begleitete und überwachte Baldwin die Herausgabe des „Dictionary“ in Oxford. In diesem Zusammenhang wurde ihm die Ehrendoktorwürde der Universität Oxford verliehen.
Während seiner Zeit in Princeton gründete Baldwin mit James McKeen Cattell und anderen die Zeitschriften Psychological Review, Psychological Bulletin und Psychological Index.

### Johns Hopkins
Auf Grund eines Streits mit dem Präsidenten von Princeton, Woodrow Wilson und wegen eines günstigen Angebots der Johns-Hopkins-Universität, das bessere Bezahlung und weniger Lehre versprach, wechselte Baldwin 1903 als Professor für Philosophie und Psychologie dorthin. Das hier von Stanley Hall im Jahre 1884 erstmals gegründete Experimentallabor wurde von ihm wieder eröffnet.
In Baltimore begann Baldwin die Arbeit an „Thoughts and Things: A Study of the Development and Meaning of Thought. Or Genetic Logic” (1906), eine kurze Darstellung seiner Ideen, die in “Genetic Theory of Reality. Being the Outcome of Genetic Logic as Issuing in the Aesthetic Theory of Reality called Pancalism“ (1915) zur Reife gelangten.
Seine Karriere in Amerika endete 1908 durch die Verwicklung in einen Sexskandal, der durch die Razzia in einem Bordell herbeigeführt wurde. Baldwin war gezwungen, die Johns-Hopkins-Universität zu verlassen. Er lebte von jenem Jahr an bis zu seinem Tod in Paris.

### Mexiko
Baldwins Aufenthalt in Frankreich wurde durch seine Tätigkeit an der Facultad de Estudios Superiores der Universidad Nacional Autónoma de México in Mexiko-Stadt (1908–12) unterbrochen. In dieser Zeit schrieb er „Darwin and the Humanities“ (1909) und „Individual and Society“ (1911). Ab 1912 hatte er seinen ständigen Aufenthalt in Paris.

### Paris
Durch seine Verbundenheit mit Frankreich wuchs bei Baldwin die Überzeugung, Amerika müsse seine neutrale Haltung im Ersten Weltkrieg aufgeben. Deshalb veröffentlichte er 1916 die Schrift „American Neutrality, Its Cause and Cure“. In diesem Jahr überlebte er während einer Schiffsreise zu William Osler einen deutschen Torpedo-Angriff auf die Sussex im Ärmelkanal und er schickte daraufhin ein offenes Telegramm an den US-Präsidenten, das in der New York Times veröffentlicht wurde. Nach dem Kriegseintritt Amerikas im Jahr 1917 wurde Baldwin Vorsitzender der US-Marineliga, er übte dieses Amt bis 1922 aus. Im Jahr 1926 erschienen seine Memoiren unter dem Titel „Between Two Wars (1861-1921)“.

## Baldwin und Maine de Biran
Im Jahr 1924 wurde in Frankreich des 100. Todestages Maine de Birans (französischer Philosoph, 1776–1824) gedacht. Zu seinen Ehren hielt Henri Delacroix (1873–1937) vor der Französischen Philosophischen Gesellschaft einen Vortrag mit dem Titel: „Maine de Biran et l’ecole Medico-psychologique“. In diesem Vortrag wurde die Bedeutung Main de Birans für die von Antoine Royer-Collard entwickelte Psychologie hervorgehoben, die dieser als Leiter der Irrenanstalt von Charenton vertrat. Royer-Collard hatte de Biran gebeten, das Curriculum für die Lehre der Geisteskrankheiten an der Medizinischen Schule durchzusehen.
In „History of psychology: A sketch and an interpretation“ (1913) analysierte Baldwin die Bedeutung Maine de Birans.
Das Biran’sche Thema ist auf Grund neuerer Studien zur Bewusstseinsbildung aktuell. In diesen Arbeiten setzen sich Antonio Damasio kritisch mit René Descartes und Merlin Donald in einer Neubewertung mit Étienne Bonnot de Condillac auseinander ohne die Beiträge von Maine de Biran zum Thema Bewusstseinsentwicklung zu würdigen.

## Organische Selektion
Die Idee der organischen Auswahl kam Baldwin auf Grund der messbaren Daten aus seinen experimentellen Studien über das Greifverhalten der Säuglinge und dessen Rolle in der geistigen Entwicklung. Jede aktiv ausgeführte Bewegung des Kindes strebte danach, das für die Entwicklung günstigste Verhalten innerhalb der Optionen des Experiments durch Steigerung der Bewegungen herauszufinden und zu integrieren.
In fortgeschritteneren Entwicklungsstufen – jenen, die für das Verstehen der Evolution besonders wichtig sind – wurde der Nachweis durch die Bemühungen der Kinder geführt, zeichnen und schreiben zu lernen.
Inspiriert durch das Modell einer göttlichen Vorbestimmung, wie sie Spinoza sah, verband Baldwin seine Idee von Anfang an mit der Philosophie des Geistes.
Seine profunden Kenntnisse von der praktischen Natur dynamogener Entwicklung, vor allem seine integrative Sicht der Wissenschaft half seinen Studenten zu verstehen, wo die Unterschiede zu Lamarck lagen. Einzigartig illustriert wurde dies durch Gregory Bateson (1979 in Mind and Nature) und hervorragend mit neueren Studien vereinigt durch Terence Deacon (1997 in The Symbolic Species: The co-evolution of language and the human brain).

## Wirkungen
Das bedeutendste theoretische Vermächtnis Baldwins ist sein Konzept der Evolution – der Baldwin-Effekt. Baldwin postulierte gegen Lamarck, dass es einen Mechanismus gibt, der das Genom durch epigenetische Faktoren in gleichem Maße – oder noch stärker – gestaltet als es die natürliche Selektion vermag. Insbesondere über Generationen entstandene und nachhaltige menschliche Verhaltensmuster als Satz kultureller Praktiken sollten mögliche Faktoren sein, die das menschliche Erbgut formen.
Am Beispiel des Inzesttabus soll dieses verdeutlicht werden: Wenn das Tabu der Blutschande in einer Kultur strikt beachtet wird, schwächt sich der natürliche Selektionsdruck gegen Inzest fördernde Gene ab. Nach einigen Generationen ohne diesen Selektionsdruck – es sei denn, dass genetische Material wäre tief im Genom verankert – würde es dazu neigen, seine Funktion zu variieren und schließlich zu verlieren. Die Menschen würden keine angeborene Abneigung gegen Blutschande besitzen, jedoch könnten sie auf die in ihrer Kultur geltenden Maßstäbe zurückgreifen und diese verinnerlichen.
Ebenso könnte der entgegengesetzte Fall eintreten: Die kulturelle Praxis könnte Menschen selektiv züchten, um sie neuen Umweltbedingungen kulturell und physisch anzupassen. Die Evolution in Baldwins Verständnis kann also einen genetischen Charakterzug sowohl schwächen wie auch stärken.

## Einfluss
Baldwins Werk steht inmitten der aktuellen Auseinandersetzungen in der Entwicklungspsychologie und im weiteren Sinne auch der Soziobiologie. Es ist hauptsächlich Robert Wozniak, Professor für Psychologie am Bryn Mawr College zu verdanken, dass Baldwin für die Ideengeschichte wiederentdeckt wurde. 2000 bezeichnet Ken Wilber Baldwin als einen Vorreiter seiner Theorie einer integralen Psychologie.

## Artikel
- Feeling, Belief, and Judgment. Mind (N. S.) 1(1892)3, 403 – 408